# Oliver Sandys
Oliver Sandys (7. října 1886 Hinthada, Barma – 10. března 1964 Sheffield, Yorkshire, Anglie) je pseudonym, který používala britská spisovatelka, scenáristka a herečka Laura Marguerite Florence Jervisová. Používala také několik dalších jmen a přezdívek jako Countess Barcynska, Hélène Barcynska, Marguerite Florence Barclay, Mrs. Armiger Barczinsky, Marguerite Caradoc Evans, Marguerite Evans, Armiger Barclay nebo Marguerite Barclay.

## Život
Laura Marguerite Jervisová se narodila jako dcera britského důstojníka a lékaře v tehdejší Britské Indii. Vzdělání získala v Anglii a stala se herečkou. Její zájem o divadlo byl tak veliký, že dokonce řídila regionální divadelní společnost. Jejím prvním manželem byl polský spisovatel Armiger Barczinsky (1861–1930) (psal pod pseudonymem Armiger Barclay). Druhým jejím manželem byl od roku 1933 velšský spisovatel Caradoc Evans (1878–1945).
Byla také velmi plodnou spisovatelkou. Napsala téměř 40 románů pod pseudonymem Oliver Sandys a přes dvacet pod pseudonymem Countess Barcynska. Psala také povídky pro časopisy, takže celkový počet jejích prací překročil číslo 130. Několik jejích románu bylo v éře němého filmu zfilmováno (na několika se podílela také jako scenáristka), za zmínku stojí především titul Pleasure Garden (Zahrada rozkoše) z roku 1926, což je filmový debut Alfreda Hitchcocka.

## Výběrová bibliografie
- The Woman in the Firelight (1911, česky jako Život ženy), román, pod pseudonymem Oliver Sandys,
- Honeypot (1916, román, pod pseudonymem Countess Barcynska,
- Rose o' the Sea (1920), román, jako Countess Barcynska,
- Love Maggy (1921), román, jako Countess Barcynska,
- The Green Caravan (1922), román, jako Oliver Sandys,
- Chappy – That’s All (1924), román, jako Oliver Sandys,
- The Pleasure Garden (1925, Zahrada rozkoše), román, jako Oliver Sandys,
- We Women (1925), román, jako Countess Barcynska,
- Tesha (1927), román, jako Countess Barcynska,
- Vista, the Dancer (1928), román, jako Oliver Sandys,
- Mops (1928), román, jako Oliver Sandys,
- Unbroken Thread (1946), autobiografické dílo, jako Oliver Sandys,
- Suffer to Sing (1955), román, jako Oliver Sandys,
- The Miracle Stone of Wales (1957) jako Oliver Sandys, touto knihou se autorka stala jedním z průkopníků ve vydávání okultní literatury,
- Madame Adastra (1964), román, posmrtně, jako Oliver Sandys.

## Filmové adaptace
- Honeypot (1920), britský němý film, režie Fred LeRoy Granville,
- Love Maggy (1921), britský němý film, režie Fred LeRoy Granville,
- The Green Caravan (1922), britský němý film, režie Edwin J. Collins,
- Rose o' the Sea (1922), americký němý flm, režie Fred Niblo,
- Chappy – That’s All (1924), britský němý film, režie Thomas Bentley,
- We Women (1925), britský němý film, režie W. P. Kelling,
- The Pleasure Garden (1926, Zahrada rozkoše), britský němý film, režie Alfred Hitchcock,
- Tesha (1928), britský němý film, režie Edwin Greenwood a Victor Saville,
- Born Lucky (1933), britský film, režie Michael Powell, jde o román Mops.

## Česká vydání
- Život ženy, Borský a Šulc, Praha 1925, přeložil Otakar Modr